# Aire d'attraction de Cany-Barville
L'aire d'attraction de Cany-Barville est un zonage d'étude défini par l'Insee pour caractériser l’influence de la commune de Cany-Barville sur les communes environnantes. Publiée en octobre 2020, elle se substitue à l'aire urbaine de Cany-Barville, qui se composait d'une commune dans le zonage de 2010.

## Définition
L'aire d'attraction d'une ville est composée d’un pôle, défini à partir de critères de population et d’emploi ainsi que d’une couronne constituée des communes dont au moins 15 % des actifs travaillent dans le pôle. Le pôle d’attraction constitue ainsi un point de convergence des déplacements domicile-travail,.

## Type et composition
L’aire d'attraction de Cany-Barville est une aire intra-départementale qui comporte 6 communes en Seine-Maritime. 
Elle est catégorisée dans les aires de moins de 50 000 habitants, une catégorie qui regroupe 12,2 % au niveau national.

### Carte

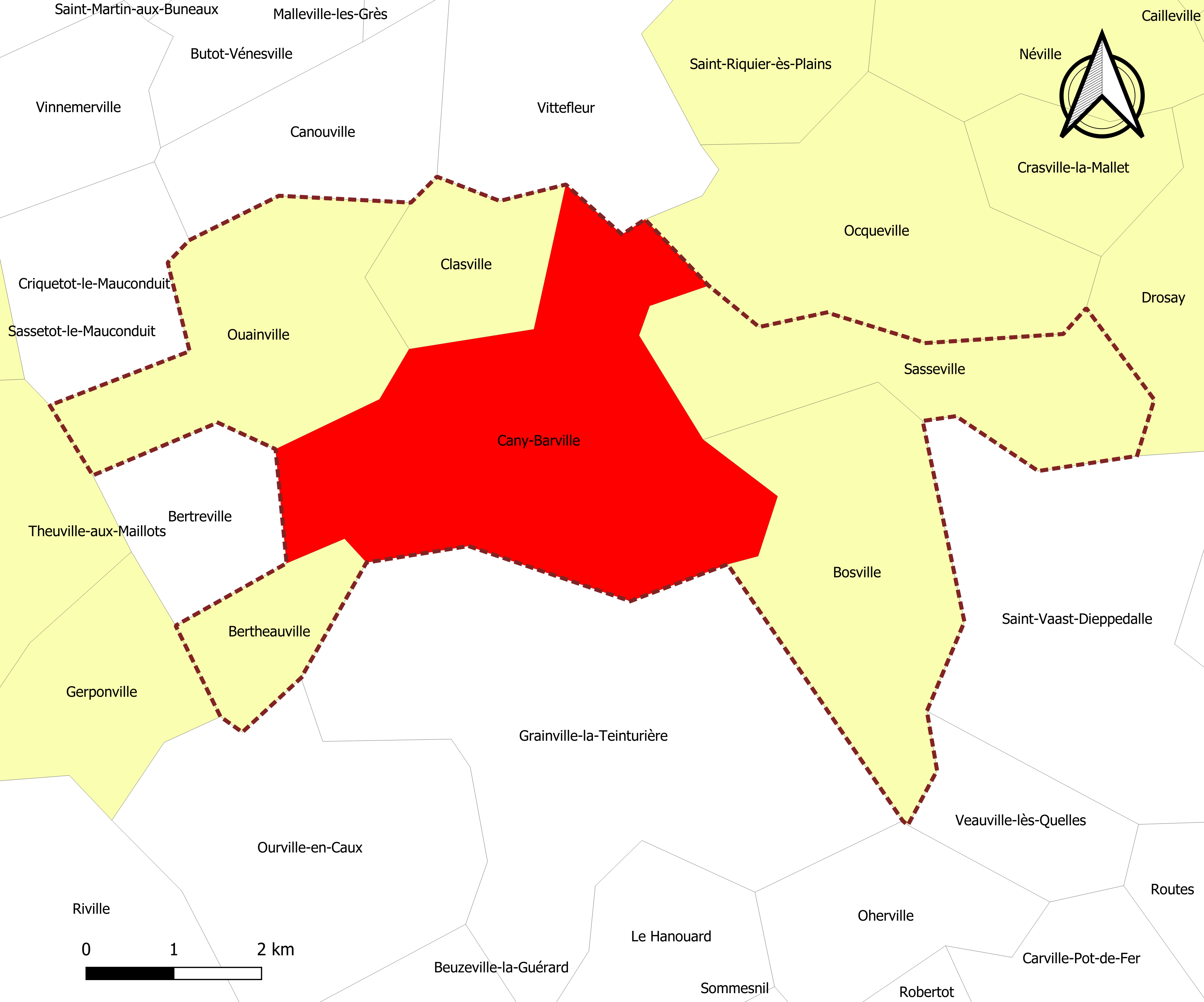
Carte de l'aire d'attraction de Cany-Barville.
Commune-centre
Commune de la couronne

### Composition communale
| Nom                            | Code Insee | Département    | Statut                 | Superficie (km2) | Population (dernière pop. légale) | Densité (hab./km2) | Modifier                                    |
| ------------------------------ | ---------- | -------------- | ---------------------- | ---------------- | --------------------------------- | ------------------ | ------------------------------------------- |
| Cany-Barville (commune-centre) | 76159      | Seine-Maritime | commune-centre         | 13,57            | 2 898 (2022)                      | 214                | modifier les données · modifier les données |
| Bertheauville                  | 76083      | Seine-Maritime | commune de la couronne | 2,43             | 101 (2022)                        | 42                 | modifier les données · modifier les données |
| Bosville                       | 76128      | Seine-Maritime | commune de la couronne | 8,69             | 585 (2022)                        | 67                 | modifier les données · modifier les données |
| Clasville                      | 76176      | Seine-Maritime | commune de la couronne | 3,16             | 348 (2022)                        | 110                | modifier les données · modifier les données |
| Ouainville                     | 76488      | Seine-Maritime | commune de la couronne | 7,01             | 537 (2022)                        | 77                 | modifier les données · modifier les données |
| Sasseville                     | 76664      | Seine-Maritime | commune de la couronne | 6,19             | 260 (2022)                        | 42                 | modifier les données · modifier les données |